# José Manuel Villa Castillo
José Manuel Villa Castillo, nace en Placetas, Las Villas, Cuba, el 23 de diciembre de 1939. Realiza estudios de publicidad y dibujo comercial en La Habana. El año 1981 se gradúa de Licenciatura en Lengua Hispánica, Universidad de La Habana, La Habana, CUBA.

## Exposiciones Personales y Colectivas
Su primera exposición personal la realiza en 1960 José Manuel Galería Habana, Arte y Cinema La Rampa, La Habana, CUBA. Participa de forma colectiva en varias exposiciones como "Lahti VI Poster Biennale" Lahti Art Museum, Lahti, FINLANDIA. 1985. Y la XII Biennale of Graphic Desing Brno 1986. The Moravian Gallery, Brno, CHECOSLOVAQUIA. 1986, entre otras. 

## Premios
Por sus diseños obtiene varios premios como la Medalla de Oro. (Feria Internacional del Libro. IBA), Leipzig, R.D.A. 1971.

## Obras en Colección
Sus principales colecciones se encuentran en:
- La Biblioteca Nacional “José Martí”, La Habana, CUBA.
- Casa de las Américas, La Habana, CUBA.
- Lahti Poster Museum, Lahti, FINLANDIA.
- Moravska Galerie, Brno, CHECOSLOVAQUIA.
- Museo del Cartel, Wilanow, Varsovia, POLONIA.
- Museo Nacional de Bellas Artes, La Habana, CUBA.
- Museum der Bildende Kunst (colección Arte del Libro), Leipzig, ALEMANIA.

- Datos: Q5674875